# Colonial (France)
Cet article traite du terme colonial en mot de vocabulaire lié à l'histoire de France. Pour le jeu de société, voir Colonial Diplomacy.
Pour la notion générale, voir Colonisation et Colonialisme.
Colonial est un terme relatif à la colonisation. Il peut désigner :
- un colonial, aux XIXe et XXe siècles, est un Français au service de la colonisation française dans les colonies de l'Empire.

- la coloniale, ou armée coloniale, ou troupes coloniales.

Peu à peu, après 1945, l'époque étant à la décolonisation, du moins dans l'ancien empire colonial britannique, le terme « colonial » va tomber en désuétude.
Le terme « colonial » sera remplacé par « outre-mer », plus exotique et moins politique. 
- À l'« empire colonial » donc se substituera peu à peu l'Union française.
- Au lieu de « troupes coloniales » on parlera d'« armée d'outre-mer ».
- La France coloniale deviendra la France d'outre-mer.